# アメリカ・アカデミー (ベルリン)

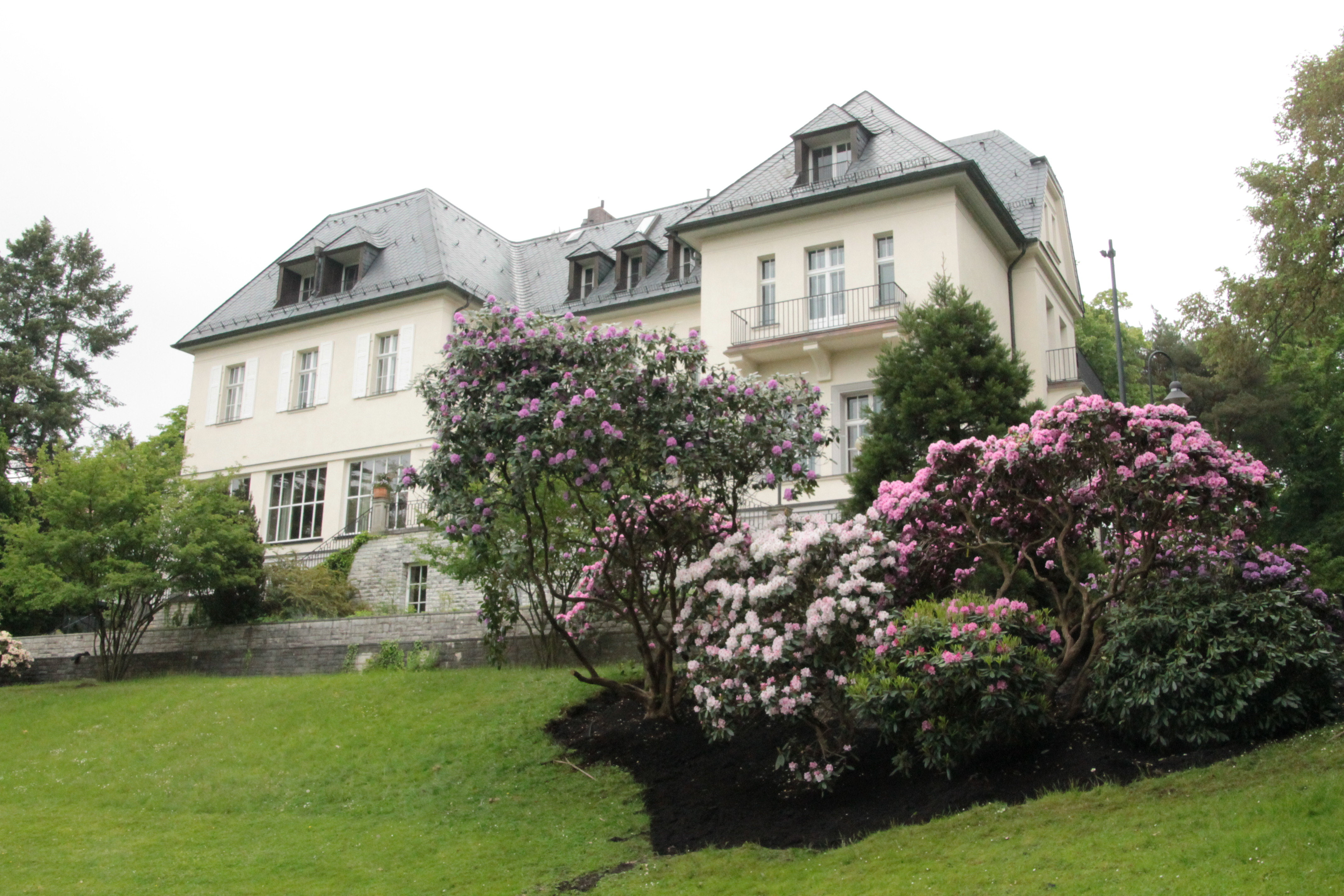
ベルリン・アメリカ・アカデミーは旧別荘にある（2013年）

ベルリン・アメリカ・アカデミー（英: American Academy in Berlin、独: American Academy in Berlin）は、私立の独立した超党派の研究と文化交流の機関である。ベルリンに所在し、知識及び文化の交流、アメリカとドイツの政治的関係を長く維持し、高めるために貢献することを趣旨とする。当アカデミーの独立した検討委員会は毎年、数百件の応募からフェローを20名ずつ選考して指名する。フェローは人文科学、社会科学、公共政策、芸術の各界から招かれ、ヴァン湖のほとりにたたずむ歴史建築で本拠の「ハンス・ハーンホルト・センター」に滞在しながら、長期間の研究プロジェクトを追求する。当機関は年間およそ100件のプログラムの中核にフェローを講師として開く恒例の公開イベントを置く。フェローは講義や朗読会、討論会、演奏会や映画上映を通じてドイツの一般市民の参加者と自身の業績を学際的に共有する。

## 概要
1994年9月の設立には、リチャード・ホルブルック、ヘンリー・キッシンジャー、リヒャルト・フォン・ヴァイツゼッカー、フリッツ・スターン、トーマス・L・ファーマーなどアメリカとドイツ両国の著名な人々が立ち会った。大西洋両岸から集めた個人の寄付金や企業および財団の助成金のみによって運営され、政府補助金は受けていない組織で—資金源の要で最も顕著な篤志家は創設者でベルリン本拠地の地所の旧所有者アーンホールド＝ケレン家である。ドイツの週刊誌『デア・シュピーゲル』は2008年、「アメリカの知的生活において国外で最も重要な拠点」と記した。
当機関はベルリンとニューヨーク市に事務所があり、理事会はドイツとアメリカの実業界や金融界、文化関連や学界から集めた影響力のあるリーダー数十名で構成する。
長期のフェローシッププログラムに加え、当機関は公共政策や法体系、ビジネスや金融、ジャーナリズムなど社会科学系に加え、芸術など人文科学の分野で著名なアメリカの思想的リーダーの短期滞在を受け入れてきた。その時節の問題をめぐる対話を促すため、招聘者には数日から数週間、ベルリンやドイツ全土の一般市民や専門家との交流が課され、憲法や移民政策から美術館の運営あるいは美術批評に至るまで、さまざまな主題を認めている。1998年以来、ベルリンで受け入れた長期滞在フェローは600名超、短期訪問者は数百名である。
本拠地を置く建物はヴァンゼー地区の湖畔にあり、1886年に建築家ヨハネス・オッツェンの設計により建築され、落成当初は化学者フランツ・オッペンハイム Franz Oppenheim（英語）が別荘として使った。後にドレスデン生まれの銀行家ハンス・アーンホールトとリュドミラ夫妻（Hans and Ludmilla Arnhold）が2人の娘エレン・マリアとアンナ＝マリアとともに暮らした。 アーンホールト家はナチス政権下の1937年に家を引き払う羽目に遭い、接収を受けた家屋敷は第三帝国経済相ヴァルター・フンクが占有した（後のドイツ帝国銀行頭取。）
第二次世界大戦後の1953年、アーンホールト家は地所の所有権を回復すると別荘として使い、ドイツ連邦共和国に1958年に売却した。ベルリンの三者分割の間、同所はアメリカ管轄地域にあったため、共産主義の東側諸国難民の宿舎として、また冷戦の最後の2、30年にわたりアメリカ軍の保養施設としてさまざまな用途に充てられた。ベルリン再統一（1994年）と同軍撤収により、ドイツに返還される。
アーンホールト・ケレン家ほか、多くの支持者の財政支援によって建物の徹底的な改修を済ませると、地所は1998年、ベルリン・アメリカ・アカデミーの本拠地として公開された。

## 表彰制度

### ベルリン賞フェロー
当機関はアメリカ人を対象に、芸術や文学、人文科学や政治、経済学や法律、作曲の分野から優れた人材をベルリン賞フェローに選んできた。フェロー12名はハンス・アーンホールド・センター内に1学期にわたり滞在する決まりで、月額奨学金と旅費滞在費の一部補助に加えて滞在先としてセンター内に居室を用意する。
短期招聘プログラムでは、さまざまな分野や職業のアメリカ人を受け入れる。歴代の著名な訪問者にアメリカ最高裁判所裁判官ステファン・ブレイヤーとソニア・ソトマイヨール、経済学者ポール・クルーグマンとジョセフ・スティグリッツを含め、滞在したジャーナリストや作家にはアーサー・ミラー、ジル・アブラムソン、マーシャ・ジェッセン、デーヴィド・フラム、マルコム・グラッドウェル、フランシス・フィツジェラルド、カルバン・トライリンほかがあった。

#### ベルリン賞の歴代フェロー
- 現在のフェローの一覧[2]
- 過去のフェロー[3][4][5]

#### 同招聘者
- 現在の著名人[6]
- 過去の著名人[7]

### ヘンリー・A・キッシンジャー賞
この賞は2007年設立から年次ごとに、大西洋両岸関係の改善に永続的な貢献をしたヨーロッパ人またはアメリカ人に授与される。これまでの授賞者は以下の通り（丸カッコ内は授賞の理由となる事績・授賞年）。
- ヘルムート・シュミット（元ドイツ首相・2007年）
- ジョージ・H・W・ブッシュ（第41代アメリカ大統領・2008年）[8]
- リヒャルト・フォン・ヴァイツサッカー（元ドイツ連邦共和国大統領・2009年）
- マイケル・ブルームバーグ（元ニューヨーク市長・2010年）
- ヘルムート・コール（元ドイツ首相・2011年）[9][10]
- ジョージ・P・シュルツ（元アメリカ国務長官・2012年）[11]
- エヴァルト＝ハインリヒ・フォン・クライスト＝シュメンツィン（英語版）（ミュンヘン安全保障会議の創設者・2013年）
- ジェイムズ・A・ベイカー （元アメリカ国務長官・2014年）
- ジョルジョ・ナポリターノ（元イタリア大統領・2015年）
- ハンス＝ディートリッヒ・ゲンシャー（元連邦外相兼ドイツ副首相・2015年）
- サマンサ・パワー（元国連アメリカ大使・2016年[12]）
- ヴォルフガング・ショーブル（元ドイツ連邦財務大臣・2017年[13]）
- ジョン・マケイン（アメリカ上院議員・2018年[14]）
- アンゲラ・メルケル（ドイツ首相・2019年[15]）2020年1月時点

## 出版
ベルリンの年次雑誌『ベルリン・ジャーナル]』にはフェローや著名な招聘者が寄稿した随想や小説、絵画や詩文を掲載する。

## リチャード・C・ホルブルック・フォーラム
このフォーラムは、世界から学識経験者や政策専門家、政府関係者を一連のワークショップに集め、現代の外交で最も難しい諸問題について話し合う。中核の主題は次のとおり。政治手腕と価値観。ガバナンスの永続的な危機。変換のダイナミクス。平和維持。紛争後の共存と和解。

## 関連資料
- Cook, Roger [in 英語]; Roehling, Edward; Campbell, Chuck; Cook, Susan (executive producer, v. 23); Clarke, William C.; Rogers, Harold; Lindley, Diane. (2004). Educational Video Group (ed.). Great Speeches. Educational Video Group (DVD). インディアナ州グリーンウッド（英語）.  該当時間: 120 min. (v. 1) ほか. NCID BA9123402X。
  - Cook, Roger (v. 6-10; writer, v. 10, 20-21, 22-24)、Roehling, Edward (v. 1-22)、Campbell, Chuck (v. 23)、Cook, Susan (v. 2, 4, executive producer, v. 23)、Clarke, William C. (writer)、Rogers, Harold (writer, v. 14-15, 20-21)、Lindley, Diane (writer, v. 18).
  - 98分 (v. 2); 125分 (v. 3); 155分 (v. 4); 90分 (v. 5); 100分 (v. 6); 140分 (v. 7); 116分 (v. 8); 115分 (v. 9); 119分 (v. 10); 92分 (v. 11); 100分 (v. 12); 123分 (v. 13); 120分 (v. 14); 114分 (v. 15); 142分 (v. 16); 161分 (v. 17); 160分 (v. 18); 112分 (v. 19); 83分 (v. 20); 90分 (v. 21); 76分 (v. 22); 127分 (v. 23); 102分 (v. 24).